# Izecksohnopilio eugenioi
Genre
Espèce
Izecksohnopilio eugenioi, unique représentant du genre Izecksohnopilio, est une espèce d'opilions laniatores de la famille des Gonyleptidae.

## Distribution
Cette espèce est endémique de l'État de Rio de Janeiro au Brésil. Elle se rencontre vers Itatiaia.

## Description
Le mâle holotype mesure 7,5 mm et la femelle paratype 7,49 mm.

## Étymologie
Cette espèce est nommée en l'honneur d'Eugenio Izecksohn.
Ce genre est nommé en l'honneur d'Eugenio Izecksohn.

## Publication originale
- Soares, 1977 : « Opera Opiliologica Varia VII (Opiliones, Gonyleptidae). » Papeis Avulsos do Departamento de Zoologia, vol. 37, no 4, p. 893–898.